# Piscina Solário Atlântico

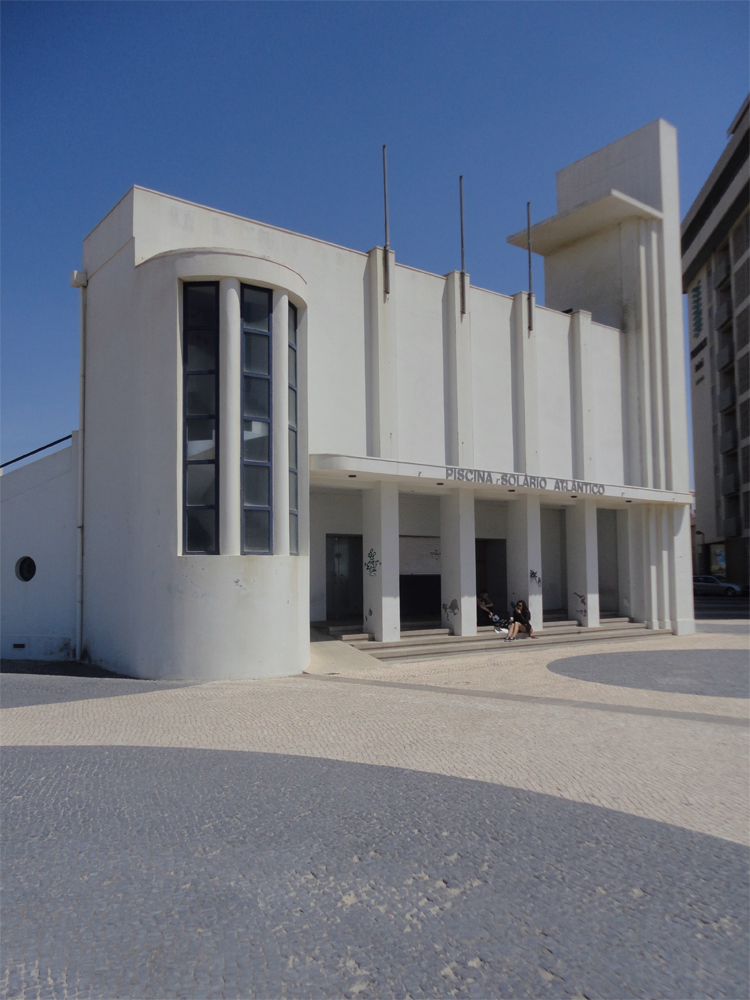
Der Eingang zur Piscina Solário Atlântico

Die Piscina Solário Atlântico ist ein Freibad in der portugiesischen Stadt Espinho.

## Geschichte
Die Anlage wurde ab 1942 von den Architekten Eduardo Martins und Manuel Passos im nördlichen Stadtzentrum in unmittelbarer Nähe zur Atlantikküste errichtet und am 10. Juni 1943 eingeweiht. Im Stil der Moderne des Estado Novo schufen die Architekten einen Komplex aus asymmetrisch angeordneten Baukörpern. Das Erscheinungsbild wird bestimmt von einem Turm an der Südostseite.
1960 ging das Schwimmbad in den Besitz der Câmara Municipal von Espinho über. Die Westwand wurde durch die Meeresbrandung zerstört. Die letzten größeren baulichen Veränderungen wurden ab Dezember 1997 durchgeführt.